# Łuskiewnik różowy
Łuskiewnik różowy (Lathraea squamaria L.) – gatunek roślin należący do rodziny zarazowatych (Orobanchaceae) (system APG IV z 2016, dawniej włączany także do szeroko ujmowanej rodziny trędownikowatych). Występuje w Europie i Azji. W Polsce spotykany na całym obszarze. Jest pasożytem korzeni drzew i krzewów – występuje w lasach i zaroślach. 

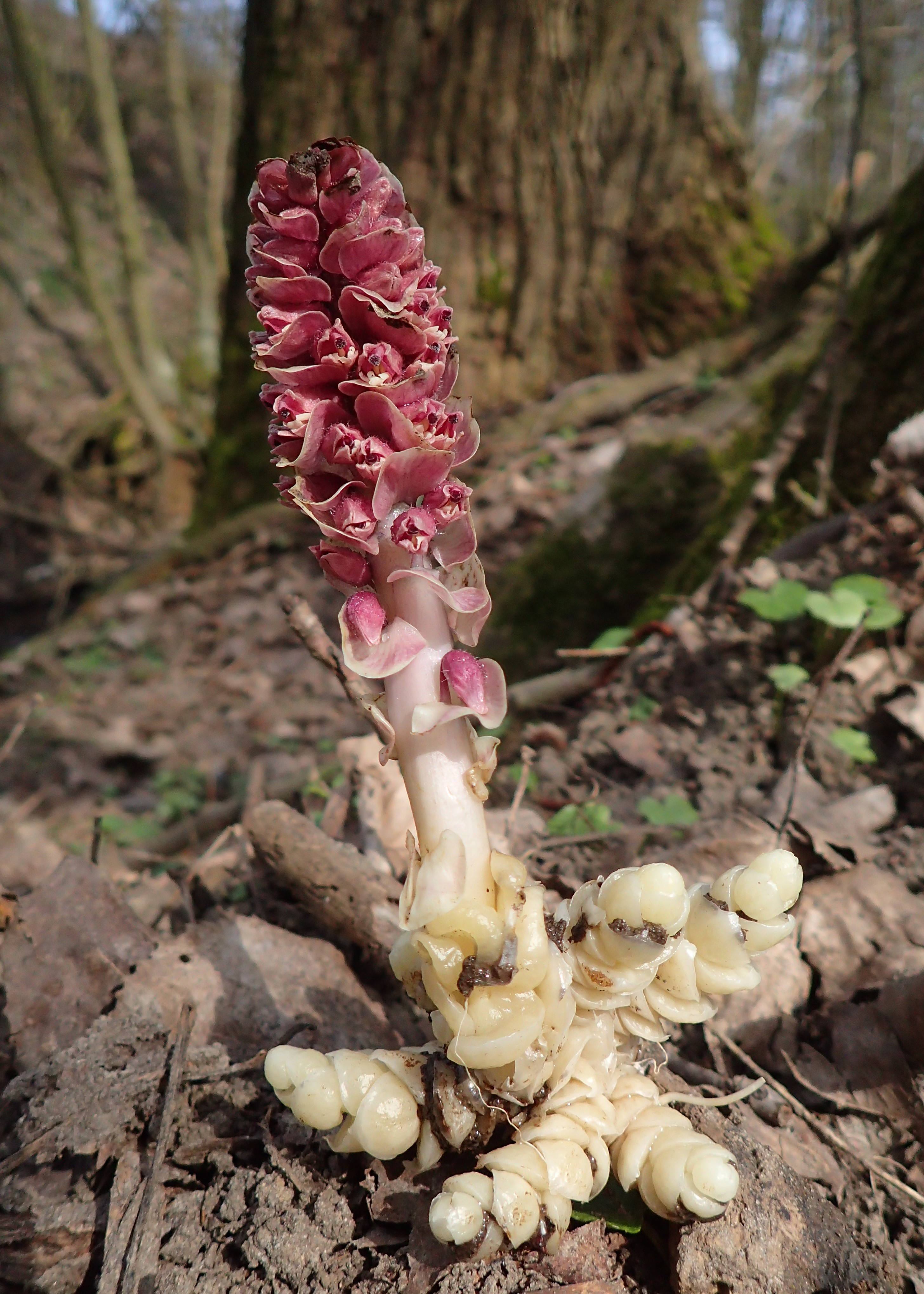
Kwitnący łuskiewnik różowy z fragmentem pędu podziemnego

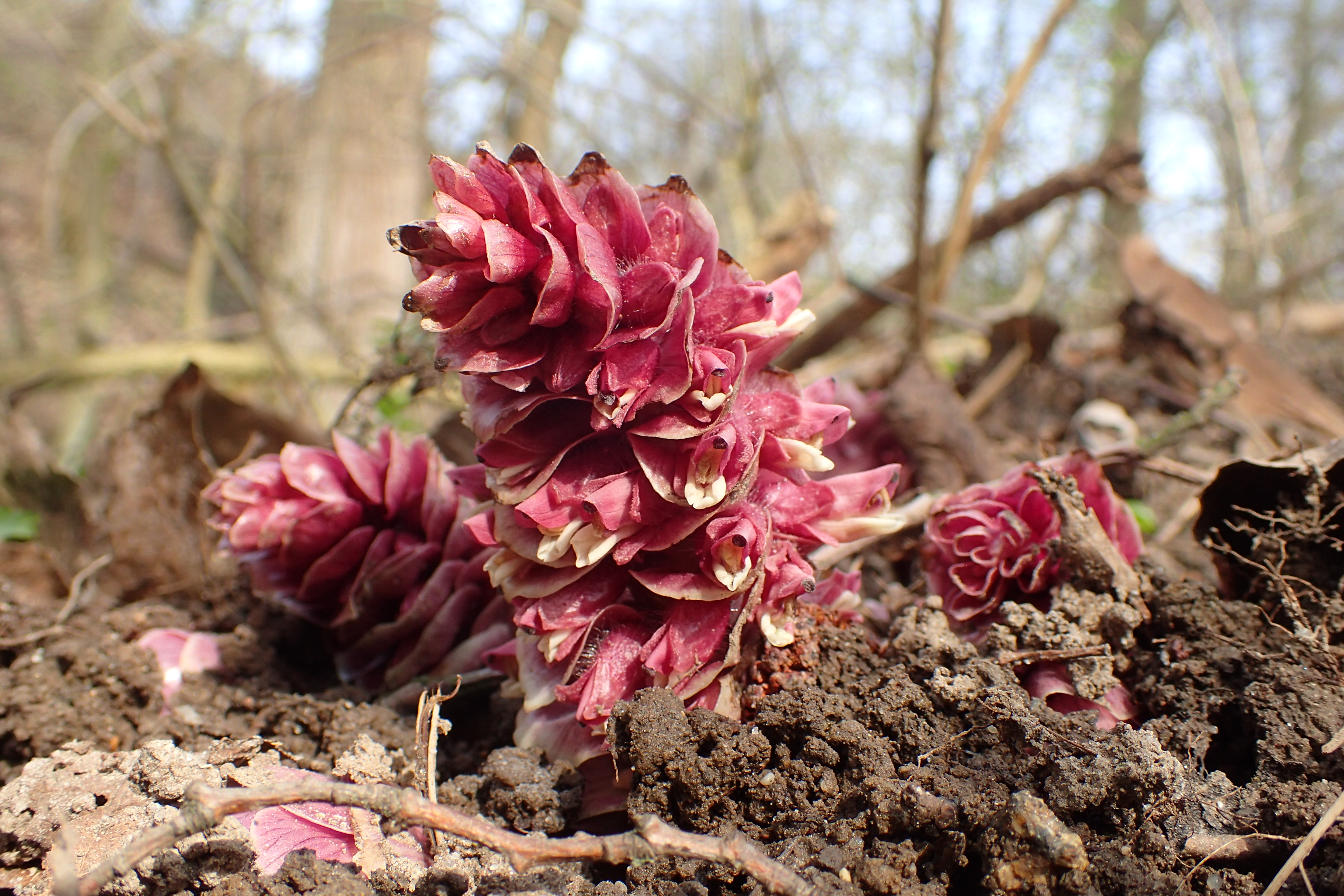
Łuskiewnik różowy

## Rozmieszczenie geograficzne
Zasięg łuskiewnika różowego obejmuje rozległe obszary Europy, poza tym gatunek rośnie w rejonie Kaukazu i na wyspowych stanowiskach w zachodnich Himalajach. W Europie na zachodzie sięga po Wyspy Brytyjskie i środkową Francję, ma pojedyncze stanowiska w północnej Hiszpanii. Na południu zwarty zasięg sięga do środkowych Włoch i północnej Grecji, z pojedynczymi stanowiskami w Kalabrii i na Sycylii. Na wschodzie granica biegnie przez Bułgarię, Rumunię, środkową Ukrainę po środkową część Niziny Wschodnioeuropejskiej. Północna granica zasięgu na niej biegnie na wysokości Zatoki Fińskiej. Ma pojedyncze stanowiska w południowej Finlandii i występuje w południowej części Półwyspu Skandynawskiego. Zwarty zasięg w Europie łączy się z rejonem Kaukazu wyspowymi obszarami występowania w południowej Ukrainie, na Półwyspie Krymskim i w Azji Mniejszej.
W Polsce gatunek rozpowszechniony, zwłaszcza na Pojezierzach Południowobałtyckich, na Pogórzu Karpackim i w Beskidach, miejscami rzadki (np. na Nizinie Mazowieckiej).  

## Morfologia
PędPodziemne kłącze mięsiste, białawe lub kremowe z silnie rozgałęzionym systemem korzeniowym. Pęd nadziemny wzniesiony do 10–25 (30) cm, obły, mięsisty, różowawy lub różowawobiaławy, nagi lub rzadko owłosiony.
LiścieNa podziemnym kłączu trójkątnie jajowate, mięsiste i białawe liście łuskowate wyrastające naprzeciwlegle w czterech prostnicach. Na pędzie nadziemnym liście łuskowate skrętoległe, różowawe lub różowawobiaławe, siedzące, rombowato lub eliptyczno sercowate, tępe na końcach. W dolnej części pędu zagęszczone, w górnej luźniejsze.
KwiatyZebrane są w nierozgałęzione, jednostronne grono, u góry gęste, na dole luźne. Kwiaty grzbieciste, osadzone są na owłosionych szypułkach długości 3–8 (10) mm i wsparte nagimi przysadkami podobnymi do liści (ale od nich cieńszymi), wklęsłymi, ku górze zmniejszającymi się. Kielich rurkowato dzwonkowaty o długości 9–14 mm, z czterech działek ułożonych w dwóch okółkach, owłosionych gruczołowato. Wolne końce działek dolnej pary są wąsko trójkątne, a górnej – trójkątne, tępe na szczycie, osiągają 3,5–6 mm długości. Korona kwiatu jest dwuwargowa, naga, z płatkami zrośniętymi powyżej połowy ich długości, o długości 13–16 mm. Rurka korony stopniowo zwęża się. Górna warga jest prosta lub słabo wypukła, dolna warga jest rozcięta na trzy nieregularne lub trójkątne łatki długości zwykle ok. 1 mm, o brzegach nieregularnie ząbkowanych i fałdkach między ząbkami. Pręciki mają nitki grube, z jednej strony brodawkowate. Pylniki do 3,5 mm długości, u dołu z dzióbkiem i w dole też owłosione. Zalążnia stożkowato jajowata, do 4 mm długości, u nasady z miodnikiem. W górze stopniowo przechodzi w grubą i długą szyjkę słupka okrytą brodawkowatymi włoskami. Słupek zakończony jest główkowato dyskowatym znamieniem wystającym z korony kwiatu.
OwoceOkrągławo eliptyczne torebki o wysokości ok. 10 mm otoczone trwałym i podobnej długości kielichem. Zawierają liczne, brunatne nasiona do 1–1,3 (2) mm długości, z łupiną siateczkowatą na powierzchni.

## Biologia
Geofit, bezzieleniowa bylina – nie zawiera chlorofilu, a więc nie może przeprowadzać procesu fotosyntezy. Pasożytuje na korzeniach drzew i krzewów liściastych pobierając za pomocą ssawek wodę wraz z solami mineralnymi i substancjami organicznymi. Pasożytuje głównie na leszczynie pospolitej, olszy czarnej i buku zwyczajnym. W Tatrach pasożytuje na świerkach. Lista żywicieli jest jednak znaczna i obejmuje m.in. takie gatunki jak: jarząb pospolity, czeremcha zwyczajna, śliwa tarnina, topola czarna, różne gatunki wierzb i wiązów, dereń świdwa, bez czarny, trzmielina pospolita, dąb bezszypułkowy, dąb szypułkowy, klon polny, klon zwyczajny, kruszyna pospolita, cis pospolity, jodła pospolita.
Ze względu na rozwój rośliny w głębi wilgotnej gleby i przez pierwszych kilka lat zupełny brak pędów nadziemnych – roślina nie prowadzi transpiracji. Ruch wody w naczyniach wymuszany jest przez roślinę za pomocą gruczołowatych hydatod i jest na tyle niewielki, że tłumaczy wolny wzrost łuskiewnika. W przeszłości system pompujący wodę za pomocą hydatod interpretowano błędnie jako przystosowanie do drapieżnictwa. Stało się tak, ponieważ hydatody uznano za gruczoły trawiące – stwierdzono w nich enzymy proteolityczne i dużą liczbę mitochondriów – organelli, które w wyniku procesu oddychania komórkowego wytwarzają adenozynotrifosforan (ATP) stanowiący źródło energii dla procesów w komórkach. Poza tym dwa rodzaje tych gruczołów (siedzące i trzonkowate) wykształcają się w labiryntowatych wnękach tworzonych przez podwijające się brzegi łuskowatych liści podziemnych, w których stwierdzono obecność drobnych bezkręgowców. Okazało się jednak, że cały ten zużywający ogromne ilości energii system służy do usuwania wody na zewnątrz rośliny. Jest to konieczne dla odciągania wody z substancjami organicznymi z tkanek przewodzących rośliny żywicielskiej.
Łuskiewnik kwitnie od kwietnia do maja. Kwiaty zapylane są przez owady pszczołowate z rodzaju Bombus. Nasiona zaopatrzone są w elajosomy (bogate w oleje i białka), dzięki czemu przenoszone są przez mrówki. W odróżnieniu od innych roślinnych pasożytów całkowitych, łuskiewnik ma stosunkowo duże nasiona, umożliwiające rozwijającej się pod ziemią roślinie wypuszczenie korzeni zdolnych do wytwarzania ssawek wtórnych (secondary haustoria; powstają bocznie na korzeniu pierwotnym lub rozwijają się na korzeniach przybyszowych), nie wytwarzają natomiast ssawek pierwotnych (primary haustoria). Nasiona kiełkują jednak tylko wtedy, gdy znajdą się w pobliżu korzeni potencjalnego żywiciela. Po skiełkowaniu roślina rozwija się pod ziemią, tworząc rozgałęzione korzenie oplatające korzenie żywiciela. W miejscu zetknięcia z nimi powstają bulwkowate zgrubienia, z których wyrastają ssawki. Mają one postać rozgałęzionych pasm komórek („sznurów naczyń”) przeciskających się przez korę pierwotną korzeni żywiciela i sięgających do jego naczyń, nie łączą się natomiast z komórkami łyka. Ssawki zamierają w okresie zimowym i wiosną rozwijają się od nowa. Wzrost łuskiewnika jest powolny i może minąć 10 lat, zanim roślina będzie zdolna rozwinąć pęd nadziemny i pierwszy raz zakwitnąć.
W anatomii pędów łuskiewnik wyróżnia się grubym walcem miękiszu walca osiowego oraz grubą warstwą zewnętrznej kory pierwotnej. Między nimi znajduje się nieprzerwany pierścień drewna (po stronie wewnętrznej) i łyka (po stronie zewnętrznej). W drewnie znajdują się grubościenne naczynia i wszechobecne komórki miękiszowe. Wokół pędu brak jest perydermy.
Po kompletnym zsekwencjonowaniu plastomu niefunkcjonalnych chloroplastów łuskiewnika różowego stwierdzono, że uległ on najmniejszej redukcji w porównaniu do innych bezzieleniowych pasożytów roślinnych. Analiza zmian w plastomie świadczy o tym, że przejście do całkowitego pasożytnictwa nastąpiło w przypadku łuskiewnika stosunkowo niedawno (między 8 a 12 milionami lat temu). Taka sama zmiana u pozostałych pasożytów całkowitych z rodziny zarazowatych jest dwukrotnie starsza (miała miejsce 30-40 milionów lat temu). Geny chloroplastowe potwierdzają też bliskie spokrewnienie łuskiewnika z półpasożytami z plemienia Rhinantheae (m.in. pszeniec Melampyrum i świetlik Euphrasia).
Liczba chromosomów 2n=36.

## Ekologia
Występuje w świeżych i wilgotnych lasach liściastych i zaroślach. W klasyfikacji zbiorowisk roślinnych gatunek charakterystyczny dla Cl. Querco-Fagetea.

## Zmienność
Poza podgatunkiem typowym (subsp. squamaria) wyróżniono jeden podgatunek:
- L. squamaria subsp. tatrica Hadač – wyróżnia się: obecnością skąpego owłosienia pędu nadziemnego, dłuższym kielichem (do 12–14 mm) z łatkami do 5–6 mm. Pasożytuje na świerkach i podany został z Tatr Bielskich[8] oraz Lasu Bawarskiego[18].

## Uprawa
Roślina uprawiana ze względu na oryginalny pokrój w czasie kwitnienia w ogrodach naturalistycznych. Rozmnażana jest przez podział i przeniesienie wraz z bryłą podłoża po zaschnięciu pędów nadziemnych. Sadzić ją należy w pobliżu roślin żywicielskich w miejscach z podłożem wilgotnym i próchnicznym.